# Kanton Saint-Martin-d'Auxigny
Kanton Saint-Martin-d'Auxigny (francouzsky Canton de Saint-Martin-d'Auxigny) je francouzský kanton v departementu Cher v regionu Centre-Val de Loire. Tvoří ho 11 obcí.

## Obce kantonu
- Allogny
- Fussy
- Menetou-Salon
- Pigny
- Quantilly
- Saint-Éloy-de-Gy
- Saint-Georges-sur-Moulon
- Saint-Martin-d'Auxigny
- Saint-Palais
- Vasselay
- Vignoux-sous-les-Aix